# Le Stelle di Mario Schifano
Le Stelle di Mario Schifano, conosciuti anche come Le Stelle, sono stati un gruppo musicale nato a Roma e attivo negli anni sessanta, tra i primi in Italia a dedicarsi alla psichedelia insieme ai Chetro & Co. Il gruppo strinse presto un sodalizio con Mario Schifano, che oltre a dare loro il nome, ne fece una emanazione della propria opera. Le Stelle di Mario Schifano sono considerati da una parte della critica odierna come uno degli atti di nascita della musica underground italiana.

## Storia del gruppo

### La nascita delle Stelle
Il gruppo nasce dall'incontro del veneto Giandomenico Crescentini, ex bassista dei New Dada, con il chitarrista romano Urbano Orlandi. I due coinvolgono nel progetto l'ex tastierista dei Wretched, il veneto Nello Marini, e il batterista alessandrino Sergio Cerra.
Stabilitisi a Roma, dove iniziano a provare e a suonare le loro canzoni, conoscono Mario Schifano tramite Ettore Rosboch, amico d'infanzia di Orlandi. Schifano, allora impegnato nella sperimentazione di linguaggi e discipline diverse, inizia una collaborazione diventando a tutti gli effetti, assieme ad Ettore Rosboch parte integrante del gruppo, che assunse il nome "Le Stelle di Mario Schifano", in riferimento alle figure astrali che il pittore ritraeva nei modi più strani, soprattutto su lastre di vetro e metallo (e di cui una copia si può vedere sulla copertina dell'album del gruppo).
Con questo nome tengono un concerto a settembre del 1967 al Teatro di via Belsiana a Roma, allora sede della compagnia teatrale Porcospino di Dacia Maraini: è un vero e proprio evento per l'avanguardia artistica italiana, e lo spettacolo è completato dalla proiezione del film di Schifano Anna Carini in agosto vista dalle farfalle, proiettato sui musicisti mentre suonano (all'interno dell'LP vi è una foto scattata dal fotografo Manfredi Bellati in tale occasione). Mario Schifano e Ettore Rosboch, che nei loro viaggi fra Londra e New York erano entrati in contatto con importanti realtà, della pop art e della scena musicale internazionale, che andavano dalla Factory di Andy Warhol ai Rolling Stones, spinsero il gruppo, ancora radicato su sonorità beat, verso territori più sperimentali e psichedelici costruendo un concerto basato sull'improvvisazione.

### "Dedicato a" e "Grande angolo"
Mentre Schifano organizza la rappresentazione successiva (programmata per dicembre al Piper Club), i musicisti si recano a suonare a Torino, al Piperla di via XX Settembre dove riscuotono molto successo. Il Piperla era un locale alternativo torinese aperto dall'architetto Pietro Derossi ed era per la città subalpina quello che il Piper Club  era per Roma. Si esibivano quotidianamente gruppi beat provenienti da tutta Italia, i Primitives dell'allora sconosciuto Mal, gruppi teatrali e le prime apparizioni pubbliche di quelli che sarebbero stati i protagonisti dell'Arte Povera.
In quei giorni della tappa sotto la Mole il gruppo entra in sala d'incisione, agli studi "Fono Folk Stereostudio" di Happy Ruggiero, dove per la BDS (sigla per Ballabili di Successo), (casa discografica milanese distribuita dalla Ariston Records) incide il suo unico album, intitolato Dedicato a, con il quale il gruppo segna una tappa importante per l'evoluzione della scena underground italiana e della musica psichedelica internazionale. Notevole il primo brano dell'album, tra i più sperimentali della musica italiana, la suite da 17 minuti Le ultime parole di Brandimante, dall'Orlando Furioso, ospite Peter Hartman e fine (da ascoltarsi con tv accesa, senza volume) che occupa tutto il lato A. Julian Cope nel suo blog Head Hermitage, sottolinea come, se nel biennio '66-'67 era evidente la tendenza di alcuni gruppi a comporre brani che trascendessero nella forma e nella durata il classico brano beat alla Tin Pan Alley, è anche vero che tali brani occupavano perlopiù posizioni di secondo piano, relegati spesso in posizioni marginali nella struttura dell'album. Sempre secondo Cope, "Ettore Rosboch e Mario Schifano decisero sfacciatamente che se volevano dare l'idea di essersi spinti più in là di qualunque altro, non si potevano permettere di nascondere il loro capolavoro sul secondo lato,. No, questo figlio di puttana sarebbe diventato la loro dichiarazione d'apertura". Sul retro invece vi sono 5 canzoni più brevi. Al disco collaborano anche altri musicisti: come il pittore Peter Hartman al pianoforte, Ettore Rosboch anche lui al piano, Antonmario Semolini (oggi orchestrale Rai e docente di flauto al Conservatorio di Torino) al flauto, Paul Thek al tamburello e la nobildonna Francesca Camerana (una delle prime freak torinesi) alle voci femminili. L'album, pubblicato ai primi di novembre, rimane una pietra miliare nella storia della musica italiana per l'unicità  e le influenze acide e psichedeliche. Schifano curò completamente la veste grafica del disco, con copertina argentata e interno sfogliabile con foto del gruppo ritoccate dall'artista. Le scarse vendite del disco lo hanno reso nel tempo uno dei più ricercati dai collezionisti, nonostante sia stato ristampato più volte in CD.
Tornati a Roma, la sera del 28 dicembre si esibiscono finalmente al Piper, nello spettacolo organizzato da Schifano, che si intitola "Grande angolo, sogni e stelle" e che vede, oltre alla loro, l'esibizione di Shawn Phillips e, direttamente dalla Factory di Andy Warhol, di Gerard Malanga. In contemporanea alla musica vengono proiettati su quattro grandi schermi panoramici alcuni filmati girati fra i guerriglieri vietnamiti, spezzoni di western con Tom Mix e di film girati personalmente da Schifano.
Nel 1968 il gruppo incide ancora un 45 giri pubblicato dalla CBS. In seguito, a causa dello scemato interesse di Schifano verso la collaborazione con il gruppo e delle aspirazioni da solista di Nello Marini (che infatti alla fine dell'anno inciderà da solista un 45 giri), il gruppo si scioglie.

### Le Stelle dopo le Stelle
Marini, dopo l'incisione di un 45 giri da solista (con le canzoni L'amore è il mio mestiere e Il mio amore per te), entrerà poi nei Venetian Power, con i quali inciderà nel 1971 l'album The Arid Land per la CBS, e continuerà a suonare in Veneto, pubblicando nel 1993 un disco autoprodotto, Artista, insieme al sassofonista Carlo Ponara.
Nel 1988 la Toast Records di Giulio Tedeschi inserirà una canzone delle Stelle di Mario Schifano, Molto lontano (a colori), nella compilation Oracolo, dedicata ai vecchi e ai nuovi artisti rappresentativi della psichedelia italiana.

## Formazione
- Nello Marini - voce, tastiere
- Urbano Orlandi - voce, chitarra
- Giandomenico Crescentini - voce, basso
- Sergio Cerra - batteria

## Discografia
Album in studio
- 1967 - Dedicato a, (BDS, m&f 001)

Singoli
- 1968 - E il mondo va/Su una strada, (CBS, 3442)

Partecipazioni a compilation
- 1988 - Oracolo, Toast (contiene Molto lontano (a colori))

Singoli da solista di Nello Marini
- 1968 - L'amore è il mio mestiere/Il mio amore per te, (CBS, 3800)